# Придиус, Пётр Ефимович
Пётр Ефи́мович При́диус (10 января 1932 — 14 октября 2003) — русский и советский журналист, писатель и публицист. Заслуженный работник культуры Российской Федерации (1993).

## Биография
Родился в станице Бесстрашной Отрадненского района Северо-Кавказского, ныне Краснодарского края в семье потомственного кубанского казака.
Учился на факультете журналистики МГУ. После его окончания поехал на целину в Казахстан, был редактором газеты.
Затем вернулся на Кубань, руководил творческими коллективами печатных изданий в разных районах Краснодарского края. Был главным редактором «Адыгейской правды», заведующим сектором печати крайкома КПСС, заместителем главного редактора журнала «Кубань».
В 1991 году создал и на протяжении 10 лет был главным редактором газеты «Кубанские новости». На страницах газеты выступал с острыми публицистическими миниатюрами, обличающими ельцинские реформы, под псевдонимом «Степан Хуторской». Позже они вошли в книгу «Богато ж у нас всяких глупостев…».
Был сопредседателем правления Союза писателей России, председателем его Краснодарской краевой организации.
Участвовал в возрождении казачества, был избран атаманом родной станицы Бесстрашной.
Умер 14 октября 2003 года.

## Награды и почётные звания
- орден «Знак Почёта»
- 6 медалей
- заслуженный работник культуры России (20 августа 1993 года) — за заслуги в области культуры и многолетнюю плодотворную работу[2]
- почётный гражданин Отрадненского района[3]
- Почетная грамота Совета Министров Республики Беларусь (8 января 2002 года) — за активное участие в укреплении интеграции между Республикой Беларусь и Российской Федерацией и пропаганду белорусской культуры[4]
- лауреат журналистской премии «Золотое перо Кубани» (1995, под именем Степана Хуторского)
- член-корреспондент Международной академии информатизации

## Книги
- Заветное поле. — Краснодар: Книжное издательство, 1975. — 63 с. — 2000 экз.
- Каждый месяц — политдень. — Краснодар: Книжное издательство, 1978. — 46 с. — 5000 экз.
- Отрадненское предгорье. — Краснодар: Книжное издательство, 1980. — 78 с.
- Родное: о земле и людях, радеющих о ней. — Краснодар: Книжное издательство, 1986. — 270 с. — 7000 экз.
- Богато ж у нас всяких глупостев… (Думки Степана Хуторского). — Краснодар: Библиотечка «Кубанских новостей», 1996. — 160 с. — 5000 экз.
- Кубань: Один год с Батькой Кондратом и его Дружиной [О пред. краснодар. краев. Совета нар. депутатов Н. И. Кондратенко] / Виктор Ротов, Пётр Придиус. — Краснодар: Советская Кубань, 1998. — 350 с.
- Даша и Рыжка: Повесть-быль. — Ростов н/Д: МП «Книга», 1999. — 31 с.
- Просто русские… — Краснодар: Периодика Кубани, 2002. — 432 с. — 1000 экз. — ISBN 5-331-00013-4.

## Память
После его смерти краснодарский скульптор Николай Буртасенков предлагал открыть в Краснодаре памятник, посвященный псевдониму Петра Придиуса — Степану Хуторскому.
В честь русского писателя была названа улица в г. Краснодаре.